# اختلال دیکته‌نویسی

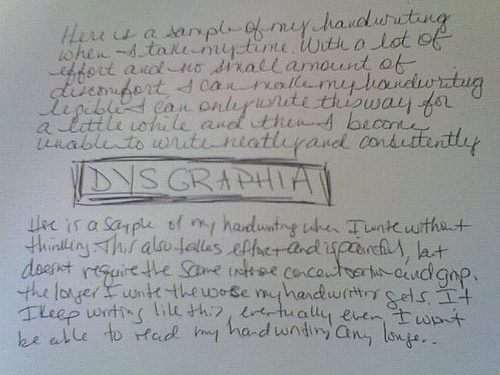
اختلال دیکته‌نویسی

انواع اشتباهات پرتکرار املایی که یک دانش‌آموز با بهرهٔ هوشی طبیعی مرتکب می‌شود، ممکن است ناشی از اختلالات یادگیری در زمینهٔ مهارت‌های دیکته باشد که به آن اختلالات دیکته‌نویسی می‌گویند.
به‌عنوان مثال اگر دانش‌آموز تا به حال ده دیکته نوشته‌است، باید تمام اشتباه‌هایی را که در آن دیکته‌ها مرتکب شده، یادداشت شود و علت یا علل آن اشتباه‌ها یافت گردد؛ چنانچه ریشهٔ غلط‌های املایی از یک نوع (مثلاً حافظهٔ دیداری) بود، گفته می‌شود دانش‌آموز دارای اختلال دیکته‌نویسی در زمینهٔ حافظهٔ دیداری است.

## غلط‌های رایج املایی و ریشهٔ آن
| علّت                | مثال                                          |
| حافظهٔ دیداری       | نوشتن منزور به جای منظور                      |
| حساسیت شنیداری     | نوشتن «مسباک» به جای «مسواک»                  |
| دقت و تمرکز        | قرار ندادن نقطه، سرکش یا دندانه حروف در کلمات |
| آموزشی             | نوشتن خاب به جای خواب                         |
| قرینه نویسی        | نوشتن کلمه به صورت چپ‌چین                      |
| نارسا نویسی        | بدخطی و ناخوانا نوشتن کلمات                   |
| حافظهٔ توالی دیداری | نوشتن «مارد» به جای «مادر»                    |

## درمان
درمانگر یا معلم برای دستیابی به یک راه‌حل ساده و امیدوار کننده، بهتر است ابتدا با اجرای آزمون هوشی، از طبیعی بودن هوش کودک، مطمئن شود. بعد از دانستن نمرهٔ هوش کلی و جزئی و اطمینان از عادی بودن هوش دانش‌آموز باید علل و ریشهٔ اشتباهات پرتکرار مشخص شود. پس از دسته‌بندی نوع غلط، برای درمان یا ترمیم آن برنامهٔ مجزا طراحی می‌شود.